# つるの剛士
つるの 剛士（つるの たけし、1975年5月26日 -　）は、日本のバラエティタレント、歌手、音楽家、俳優。本名は靍野 剛士（読み同じ）。福岡県出身。太田プロダクション所属。
都立大泉北高等学校（現・大泉桜高等学校）卒業。2022年3月、小田原短期大学卒業。2025年3月東京未来大学卒業。

## 来歴

### 生い立ち
幼少期から父親にクラシックギターを習う。中学生のときは吹奏楽部に所属し、ホルンを担当した。一方でロック・洋楽に傾倒し、高校からバンド活動を行う。
子供のころから、様々な動機で芸能界に興味を持つ。高校2年生のときに東京宝映に入団し、再現VTR出演やエキストラの仕事をする。同じく高校時代に同級生の坪田塁と劇団キティママ社を旗揚げし、小劇場での公演を行う。

### 芸能活動
1994年7月、テレビドラマ『青春の影』に出演。主演の河相我聞と意気投合し、河相宅に居候時、河相がパーソナリティーを担当していた深夜ラジオ番組『河相我聞のG1グルーパー』内で「つるちゃんの幸せデリバリー」という1コーナーをノーギャラで担当した。そのときに関係者から太田プロダクションを紹介され、同社に所属となる。
1997年から1998年まで放送された『ウルトラマンダイナ』の主人公のアスカ・シン役で知名度を得る。
2001年から2005年まで深夜ラジオ番組『BPR5000』でラジオパーソナリティを務めた。深夜という時間帯に不相応なハイテンションさで2時間の生放送中1万通を超えるメールやFAXがくるほどの人気番組となり、最終回ではつるの自身も感泣した。
2003年9月にスタイリストの女性と結婚。このころは俳優業より、ラジオパーソナリティのほか情報番組・バラエティ番組・レポーター業など、タレントとしての活動が中心となる。一方で音楽活動に取り組んでおり、バンド・太陽の衝動、チップチューンユニット・8○boyzzなどで活動。
2007年から『クイズ!ヘキサゴンII』に解答者として常連出演するようになり、おバカタレントとしてブレイク。後に同じく常連解答者だった上地雄輔、野久保直樹と共にユニット・羞恥心を結成。2008年2月、番組から派生した舞台『ヘキサな二人』に主演、2002年のキティママ社活動休止以来6年ぶりに坪田塁（脚本・演出を担当）と仕事をする。3月、以前にも出演した『お笑い芸人歌がうまい王座決定戦スペシャル』で優勝する（これ以降も二度優勝し、後にこの番組がソロデビューのきっかけのひとつだったと話している）。
2008年4月、羞恥心がシングル「羞恥心」でCDデビュー。ユニットのリーダーとして活動するほか、個人でもバラエティ番組のほか、テレビドラマや映画『大決戦!超ウルトラ8兄弟』にアスカ・シン役で再び出演するなど俳優業も活発化する。
2009年4月22日にポニーキャニオンからカバーアルバム『つるのうた』でソロデビュー。以降、ソロ歌手としても活動する。同年10月29日に国立代々木競技場第一体育館にてソロライブ『クイズ!ヘキサゴンII presents つるの剛士感謝祭〜つるの恩返し〜』を開催。2011年1月8日、日本武道館にて単独コンサート『ドリームジャンボつるの祭り』を行った。
ブレイク以前から育児番組を担当していたり、ブレイク後にベストファーザー賞を受賞するなど、「父親であること」がタレント活動につながっている。2009年7月に自身のブログで翌2010年1月から2か月間の育児休業をとると発表。2009年12月31日に行われた「ヘキサゴンファミリーカウントダウンコンサート」終了から休業に入り、2010年3月1日に開催された自身主催の「タレントフィッシングカップ2010シーバストーナメント」をもって活動再開とした（ただし、この間も自身のブログの更新は行われていた）。以降、積極的に育児に関わる男性「イクメン」の代表的な存在のひとりとして扱われるようになる。近年では、自身のTwitter上での発言が度々話題になっている。

### その他
2020年8月27日、同月25日にPCR検査により新型コロナウイルス（COVID-19）の陽性反応が出たことが所属事務所から発表され、その後入院したことが発表された。同年8月31日、自身のTwitterにて退院したことを発表した。
2022年3月12日、小田原短期大学通信教育課程を卒業し、幼稚園教諭二種免許を取得した。同年12月20日、保育士試験に合格したことを発表した。

## 人物
福岡県北九州市門司区生まれ。父親の転勤により、その後5歳までは広島県広島市で、6歳から12歳の途中まで大阪府高槻市で、その後は東京都練馬区で育つ。2008年から神奈川県藤沢市に在住。2012年4月、「ふじさわ観光親善大使」に就任した。
芸名の“つるの”を平仮名にしたのは、「自分でも漢字で書くのが難しい字を使うので書けないし、面倒なので」、「昔よく“きりの”と呼ばれることが多かった」という理由から。本名を“鶴野”と表記する場合もある。
アントニオの洗礼名を持つクリスチャンであることを公言している。
芸能界入りを目指したきっかけは「テレビが好きで目立つことが好きだったから」で、堀ちえみやおニャン子クラブの大ファンだった。ほかに、「子役としてテレビに出ていたクラスメイトがいた」、「好きだった子にいかに振り向いてもらえるかを考えたことが発端」などと語っている。
中学時代には吹奏楽部に所属し、部長を務めた。吹奏楽コンクール都大会に出場し、金賞を受賞した経験を持っている。
趣味は、ギター・ベース・ピアノ・トランペットのほか、イラスト・釣り・将棋・バイク・サーフィンなど。背筋力が180kgあることを明かしたこともある。
中学時代からスラッシュの大ファン。2010年4月に行われたイベントでスラッシュと共演した。
スリップノットの熱狂的ファンだと公言している。2008年にアルバム『オールホープ・イズ・ゴーン』がリリースされた際、宣伝部長に就任した。
釣り番組MCを務めたほか、2009年から芸能人・著名人の釣り大会『タレントフィッシングカップ』を主催し、年に数度開かれる企画となっている。
将棋は、スカイパーフェクTV!の囲碁・将棋チャンネルにてレギュラー番組を数本持っていた。『ハチワンダイバー』にプロ棋士の役でゲスト出演し、スピード対局（1分将棋）のノーカット撮影をこなした。『さんまのスーパーからくりTV』では「つるの剛士・芸能界将棋王への道」という自身のコーナーも設けられた。また、『JT将棋日本シリーズ』にも、将棋好きな芸能人代表で詰将棋クイズやトークショーに参加し、プロ公式戦のゲスト解説も行った。2012年5月29日、『将棋フォーカス』の収録終了後に、三段（アマチュア）免状が贈呈された。2014年6月、日本将棋連盟より、将棋親善大使を委嘱される。
将棋棋士の戸辺誠一門には芸能人コースが存在し、戸辺によると自分の弟子の一員としてカウントされている。
蝉に造詣が深く、蝉の鳴き真似も得意としている。鳴き真似は多くの番組で披露しており、「ミニストップ」のCMではツクツクボウシで披露。『お台場APPSラボ』では、セミ専門のアプリ『セミMAPS』を考案した。
（素性は謎という設定で活動している）バンド・Cicadasは、「蝉（セミ）メタルバンド」と称している。
映画『トラック野郎』の影響でデコトラファンとなり、デコトラ関連のトイを収集する程のマニアとなった。
漫画家の能條純一が『BPR5000』のヘビーリスナーだった。能條の漫画『奇跡の少年』作中につるのがカメオ出演している。

### 家族・家系
妻との間に2男3女をもうけている。2016年6月6日には第五子となる次男が誕生した。子供の名前は自著やブログ、インタビューなどで公表しており、アルバム『つるのうた』など自身の音楽作品に子供の名前を付けている。
スタイリストであった妻と知り合ったきっかけは番組「釣りビジョン」。
2015年8月28日に放送されたNHKの『ファミリーヒストリー つるの剛士〜父の生き様（ざま）に誓う〜』にて、母方の家系は大神氏流戸次氏（大友氏から養子を迎える前）の支族・賀来氏（賀来惟秀を祖とする）であると紹介された。戦国時代には戦国大名・大友宗麟に仕え、活躍したという。その後一族は離散し、先祖は商人となって命脈を保ったという。
伯父はイラストレーターの鶴野久男。漫画家の賀来ゆうじは従兄弟にあたる。
2021年時点、長男と次女は海外留学中。三女は2022年度で中学生になる。

## エピソード

### ウルトラシリーズ関連
「5歳のころにはリアルタイムで『ウルトラマン80』を見ていた」と語っており、『80』に愛着を持っている。2008年公開の映画『大決戦!超ウルトラ8兄弟』の舞台挨拶で「ウルトラマン80も出ます」と間違ったことを観客に話し、共演者の長野博から指摘を受けた。
『ウルトラマンダイナ』については、初期は演技ではなくつるの自身が現れていると回顧しており、作品自体が自身と演じたアスカの成長記であると述べている。決断に迷うことがあった時は「アスカならどうするか」ということを考えるなど自身の生き方に影響を受けたとしている。
『ダイナ』の主演が決まる経緯は、事務所経由で円谷プロへオーディションに行くよう電話通知があり、詳細は一切聞かされなかったため、1話限りのゲストか悪役だろうと予想するも、手渡された台本の台詞が明らかに主役のそれであり、キャラクターの設定もプライベートの自身そのものであったため、演技より素を見せた方が良いと考えて臨んだ結果、後日、円谷プロから再度呼び出され、ユミムラ・リョウ役の斉藤りさと掛け合いを行ったところ、ようやくウルトラマンへ変身する役だったと明かされた。しかし実感が湧かず、一か月後の制作発表でも、他の出演者たちが正装する中、1人短パンとスニーカー姿で出席するなど、他人事のように振る舞っていたという。
『ダイナ』のオーディションを受けた際に、監督の小中和哉は、セリフをひとつ読んだだけで「これ俺がやる」と感じたつるののノリの良さと明るさに「ここまでインパクトの強いやつでいいのか?」と思い、印象に残った。
『ダイナ』は、劇中に野球に関連した台詞やエピソードが多用された作品で、主人公も高校野球部のエースという設定だったが、つるの自身は野球の経験・知識がほとんどなかった。小中はオーディションの際に「主人公のアスカ・シンは元野球選手という設定なんだけど、何かスポーツの経験は？」と質問し、それに対してつるのは「いいえ、全く」と答えたが、その圧倒的な個性の強さに「彼しかいない」と感じた小中は、つるのをアスカ役に抜擢した。そのため、撮影では球の投げ方や走り方でNGを連発し、次作以降のウルトラマンのオーディションで、「スポーツ」のジャンルが新設されるきっかけとなった。
『ダイナ』当時は前作『ウルトラマンティガ』の存在を意識することが多く、『ティガ』との比較評価に敏感になっていたという。つるの自身も『ティガ』を評価している。
極度の高所恐怖症。『ダイナ』の第1話で「ヒーローの登竜門だから」と、宇宙を彷徨う場面を撮影するため、ハーネスで2時間吊られ、嘔吐に耐えながら撮影を終えるも、オンエアでは後ろ姿のみで自身の顔が映っておらず、「スタントの方にやってもらえば良いじゃん」と思わず本音が頭に浮かぶほどだった。また同作品の第36話では大阪城でのロケの際、石垣の端に走って変身する場面の撮影で、怖くて端まで寄れず、体にロープを結んだ上で、スタッフが引っ張って走りを止める手法で撮影に臨んだ。
『ダイナ』のロケ撮影中、集まって来た子供たちがアスカの髪型を真似ていることに影響力の大きさを感じ、プライベートを含めて襟を正すよう、意識を改めたという。
『ダイナ』で共演した山田まりやと一時交際していた。当事両者とも交際を認めており、十代のアイドルだった山田が自発的にテレビ番組などで交際状況を語っていたが後に破局。この破局の後しばらく落ち込んでいたが、それを機会に自分を見直し色々なことにチャレンジし、釣りや将棋を始めた。
『ダイナ』は宇宙開発を題材としていたことから、宇宙関連のニュースに関心を持っている。
自身がウルトラマンを演じていたことは、「息子が物心が付くころ、周りの友達から『お前の父ちゃんウルトラマンだったんだって?』と聞かれたところで打ち明ける」つもりでいたが、我慢しきれずに長男にはすぐに教えてしまった。
『ウルトラマンガイア』の吉岡毅志と高野八誠、『ウルトラマンコスモス』の杉浦太陽などのウルトラシリーズ出演者と交友関係を築いている。
『ダイナ』第1話・第2話監督の小中和哉から、初変身の場面を撮影中、「人間が得体も知れない、経験したこともない光に包まれて巨大になって行くというのは、凄く恐怖だと思う」と演出意図の説明を受けたが、理解できなかった。後年になって、小中の映画『ULTRAMAN』での別所哲也の演技を見て、自身が『ダイナ』で要求されていた演技を理解できたと語る。
『大決戦! 超ウルトラ8兄弟』以降、再びアスカを演じる機会が増えている。2009年公開の映画『大怪獣バトル ウルトラ銀河伝説 THE MOVIE』、ダイナ15周年を迎える2012年公開の映画『ウルトラマンサーガ』の劇中で使用しているスーパーGUTSの隊員服と変身アイテムであるリーフラッシャーは『ダイナ』放送時につるの自身が使っていたものである。つるのは再びアスカを演じることで、自身が腐っていないことを確認させてもらっていると述べている。
エンディングテーマである「君だけを守りたい」は、自身のアルバムで初カバー。その後、『ウルトラマンサーガ』劇中や高見沢俊彦のアルバム『雷神』でもカバーしている（『雷神』では、オープニングテーマの「ウルトラマンダイナ」のカバーも、「ウルトラマン組曲『サーガ』」内で披露）。

### 『クイズ!ヘキサゴンII』関連
ユニット参加の経緯、活動などは来歴または各該当頁参照のこと。
2007年に常連回答者になる前に、前身番組『クイズ!ヘキサゴン』（2003年5月28日放送）に出演したことがあり、2005年に1回、2006年に2回単発で出演している。
同番組で珍回答を連発したことからおバカタレントとして知名度を上げた。しかし、徐々に成績下位になることが減少し、番組末期には30点代の高得点を取ったり、上位入りすることもあった。
ヘキサゴンファミリーで特に多く互いに交友エピソードを明かしていたのは品川庄司の品川祐。ほかにFUJIWARAの藤本敏史と木下優樹菜夫妻（後に離婚）が何度か自宅に遊びに来ていることを明かしており、木下は「憧れの家庭はつるの家」と語っている。
同番組の総合司会だった島田紳助が芸能界を2011年8月23日付で引退したことに伴い、9月7日放送分の代理総合司会を藤本・中村仁美と共に担当した。

## 受賞歴
2008年
- 第1回バースファミリーアワード2008『ステキな家族賞』

2009年
- 国際フィッシングショー クールアングラーズアワード2009
- 第28回ベスト・ファーザー イエローリボン賞 芸能部門
- ベストヒット歌謡祭2009 新人賞アーティスト賞
- 第51回日本レコード大賞 企画賞『つるのうた』
- ゴールドディスク大賞　企画アルバムオブザイヤー

2010年
- ヘアーカラーリングアワード2010
- ユーキャン新語・流行語大賞2010 トップテン入賞（「イクメン」で代表として受賞）[23]

2011年
- イクメンオブザイヤー2011[24]

2012年
- FuntoRide!Meeting2012「第2回ベストファンライダー賞」[79]

## 出演
※太字は主演

### テレビドラマ
- 青春の影 第4話（1994年7月、テレビ朝日） - 生徒 役
- 花嫁は16才!（1995年10月16日 - 12月18日、テレビ朝日） - 生徒 役
- ウルトラマンダイナ（1997年9月6日 - 1998年8月29日、毎日放送・TBS） - アスカ 役
- 俺たち、ルームメイト（1999年6月4日・11日、日本テレビ） - 主演
- 新・俺たちの旅 第5話（1999年7月31日、日本テレビ） - 大学生 役
- おばあちゃま、壊れちゃったの? 第1・2・6話（2000年1月 - 3月、テレビ朝日）
- ふしぎな話「三つのお願い」（2000年8月7日 - 11日、毎日放送） - 橋本敬司 役
- 新・夜逃げ屋本舗 第5話（2003年5月14日、日本テレビ）
- 心はロンリー気持ちは「…」XI（2003年8月29日、フジテレビ） - 刑事 役
- 斉藤さん 最終話（2008年3月19日、日本テレビ） - レストランの店員 役
- ハチワンダイバー 第9話（2008年7月5日、フジテレビ） - 粕谷義英 役
- お台場探偵羞恥心 ヘキサゴン殺人事件（2008年8月6日、フジテレビ） - 本人 役
- アタシんちの男子（2009年4月14日 - 6月23日、フジテレビ） - 国土豊 役
- 名前をなくした女神（2011年4月12日 - 6月21日、フジテレビ） - 秋山拓水 役
- ウルトラマン列伝 第38話（2012年3月21日、テレビ東京） - アスカ・シン 役
- 超速パラヒーロー ガンディーン（2021年6月26日 - 7月10日、NHK総合） - 森宮源 役[80]

### 情報・バラエティ
レギュラー出演中
- チャギントン（2010年4月 - 、フジテレビ） - ナビゲーターとして、オープニング・エンディングに出演
- お台場APPSラボ（2010年12月 - 、フジテレビONE） - 田村淳と共にMCを担当
- 音キュー!ミュージックライブ（2013年5月 - 、NHK福岡） - MC

不定期出演中
- あさイチ（2010年4月 - 、NHK） - コメンテーター
- タイチサン!（東海テレビ）
- THE フィッシング（テレビ大阪）

過去の出演番組・単発司会番組
- マニア林蔵（1995年10月 - 1996年3月、TBS）
- ミュージックバザール（1996年頃 - 、テレビ東京）
- わっしょい! オセロの強制送還計画（1999年4月 - 9月、名古屋テレビ） - リポーター
- 噂の!東京マガジン（2000年頃、TBS）
- 美術はたのしっ!（2004年4月 - 9月、テレビ東京）
- 朝は楽しく!スマイルサプリメント（2004年4月 - 9月、テレビ東京） - 金曜日レギュラー
- ぱっぱ屋（2004年4月 - 10月、メ〜テレ） - 火曜日準レギュラー
- T.S.R 2005 -つるの剛士の将棋列伝-（2005年3月 - 2006年6月、囲碁・将棋チャンネル） - MC担当
- すくすく子育て（2005年4月 - 2008年3月、NHK教育）
- クイズ!ヘキサゴンII（2005年7月 - 2011年9月、フジテレビ） - 2007年3月以降常連出演者
- 買王（2006年頃、朝日放送） - MC担当
- ギアステーション（2001年頃 - 2008年9月、釣りビジョン） - MC担当
- 2時っチャオ!（2006年2月 - 2009年3月、TBS） - 水曜日「教えて! シェフの裏技」のリポーター
- イッちゃう戦隊プリンセブン（2006年7月 - 12月、メ〜テレ）
- ごはんの学校（2008年2月 - 2009年2月、東海テレビ） - 不定期出演
- なるほどプレゼンター!花咲かタイムズ（2008年4月 - 2009年3月、中部日本放送） - 隔週出演、「初旅」コーナーリポーター
- どうぶつ奇想天外!（2008年10月 - 2009年3月、TBS）
- 子持ちパパ芸能人限定トークバトル・満点パパちゃんズ（2008年12月14日、日本テレビ） - 中山秀征と共にMCを担当
- さんまのSUPERからくりTV（2008年5月 - 2014年9月、TBS） - 準レギュラー
- 芸能人こだわり王講座 イケタク（2009年4月 - 9月、フジテレビ）
- テレ遊びパフォー!（2009年4月 - 2010年3月、NHK） - はんにゃと共にMCを担当
- 将棋講座（2011年10月 - 2012年3月、NHK教育）
- つるの百倍恩返し（2012年1月1日、テレビ東京） - ナビゲーター
- 将棋フォーカス（2012年4月 - 2015年3月、NHK教育）- 司会
- DAMチャンネル（2013年12月、第一興商） - 月替わりMC
- ABUアジア子どもドラマシリーズ2018（2018年7月、Eテレ） - ナビゲーター
- 東京湾大調査3（2018年8月14日、テレビ東京）
- つるの剛士のイジリ単車（2020年1月14日 - 2020年3月24日、エンタメ〜テレ）
- 備えて減災!家族を守る（2021年2月13日、メ～テレ） - ゲンサイ 役
- ヒルナンデス!（2011年3月 - 2020年3月、日本テレビ） - 水曜レギュラー
- 世界で働くお父さん（テレビ東京）- MC
- ちちんぷいぷい（毎日放送）
- UTAGE!（TBS）
- 中居正広のニュースな会（テレビ朝日）- 不定期出演

### 映画
- 恋と花火と観覧車（1997年） - ツトム 役
- ウルトラシリーズ
  - ウルトラマンティガ&ウルトラマンダイナ 光の星の戦士たち（1998年3月14日） - アスカ・シン 役
  - ウルトラマンティガ・ウルトラマンダイナ&ウルトラマンガイア 超時空の大決戦（1999年3月6日） - ウルトラマンダイナの声 役
  - ウルトラマンティガ THE FINAL ODYSSEY（2000年3月11日） - アスカ・シン 役
  - 大決戦!超ウルトラ8兄弟（2008年9月13日） - アスカ・シン 役
  - 大怪獣バトル ウルトラ銀河伝説 THE MOVIE（2009年12月12日、ワーナー・ブラザース映画） - アスカ・シン 役
  - ウルトラマンサーガ（2012年3月24日） - アスカ・シン 役
  - 劇場版 ウルトラマンギンガS 決戦!ウルトラ10勇士!!（2015年3月14日） - ウルトラマンダイナの声 役
- うまれる（2010年11月6日） - ナレーション担当
- 劇場版ポケットモンスター ベストウイッシュ ビクティニと黒き英雄 ゼクロム・白き英雄 レシラム（2011年7月16日） - ドレッド（声） 役
- トワイライト ささらさや（2014年11月8日） - 義男 役
- 猫なんかよんでもこない。（2016年1月30日） - 兄貴 役
- 怪猫狂騒曲（2022年2月） - ストーリーテラー 役[81]

### オリジナルビデオ
- ウルトラマンダイナ 帰ってきたハネジロー（2001年2月25日、バンダイビジュアル） - アスカ・シン 役

### Webドラマ
- ウルトラマンオーブ THE ORIGIN SAGA（2017年1月9日 - 3月13日、Amazon Prime Video） - アスカ・シン 役

### テレビアニメ
- FNS26時間テレビ・サザエさん（2010年7月25日、フジテレビ） - ノリスケの後輩・つるの剛士 役
- チャギントン サンデー（2011年6月5日 - 、フジテレビ） - ミステリオーソ 役

### Webアニメ
- 火の鳥“道後温泉編”（2019年5月28日 - ） - 大国主 役[82]

### 舞台
- ラブリー（1995年4月）
- モダンライフイズラビッシュ（1995年12月）
- シャッター、プリーズ（1997年5月）
- それとも靴? or Shoe?（1998年11月）
- 演劇祭コマーシャルサーカス'99（1999年1月、シアターサンモール）
- common space（1999年8月）
- ウルトラマンフェスティバル2001 ライブステージ（2001年、サンシャインシティ） - ウルトラマンダイナ（声） 役
- どんなアナーニャにもそれなりのマラーニャがいる（2002年1月）
- ヘキサな二人（2008年2月、シアターアプル） - つるのの 役
- マイホーム・オン・ザ・ビーチ 〜ヘキサな海の家〜（2010年8月、東京グローブ座） - ケイスケ 役

### ラジオ
- 河相我聞のG1グルーパー（1995年4月 - 9月、JFN） - 河相我聞の友人としてレギュラー出演
- BPR5000（2001年4月 - 2005年3月、JFN）
- Bloggers Night!!（2005年10月 - 2008年3月、TOKYO FM）
- Choppaya!（2006年 - 2007年、TOKYO FM DIGITAL RADIO 701ch）
- BANG☆BANG（2006年10月 - 2007年9月、FM群馬）
- つるの剛士 ほっと。MUSIC!（2008年4月 - 9月、TOKYO FM）
- 復活!BPR5000（2009年4月21日、JFN）
- つるの剛士と崎本大海のオールナイトニッポン（2009年7月14日、ニッポン放送）
- つるの剛士のオールナイトニッポンGOLD（2010年5月6日、ニッポン放送）
- BPR5000 presents つるROCK FES 2010 SPECIAL!（2010年8月8日、JFN）

### ラジオドラマ
- FMシアター「気化しない蒸発」（2002年3月9日、NHK-FM）

### インターネットラジオ
- 8ラヂオ（2005年）
- つるまん9（2005年 - 2006年）

### 広告
- 農林中央金庫
- ハウス食品「いただきレンジ」「ディッシュアップシリーズ」（1996年 - 1997年）
- バンダイ「リーフラッシャー ガッツブラスターセット」（1997年 - 1998年）
- 学研「はなまるきっず」（1998年 - 1999年）
- オートウェーブ「車乃湯オート湯」篇（2008年） - 実父（同社社員）と共演
- キリンビバレッジ「ヌーダ LEMON & TONIC」（2008年）
- ミニストップ「ハロハロ杏仁ライチ」（2008年7月）
- マミートーク「マミートーク・イングリッシュビレッジ」（2008年 - 2009年）
- ウォルト・ディズニー・スタジオ・ホーム・エンターテイメント DVD『LOSTシーズン4』（2008年）
- SEGA ニンテンドーDS用ソフト「ファンタシースターZERO」（2008年 - 2009年）
- 東京ドームシティ「新・東京ドームシティ」（2009年）
- 日本コカ・コーラ「Coca-Cola Happy Music Quiz featuring ヘキサゴン」（2009年）
- アース製薬「アースノーマット」（2009年） - 「ストップモスキートプロジェクト」イメージキャラクター
- 牛角（2009年）
- 20世紀フォックス 映画『ナイト ミュージアム2』（2009年）
- エバラ食品「浅漬けの素」「すき焼きのたれ」（2010年4月 - ）
- すき家（2010年）
- メディアファクトリー「ポケモンカードゲーム」（2010年 - 2011年）
- キヤノン「EOS Kiss」はじめてに、Kissしよう!篇（2012年） - CM楽曲の歌唱担当
- 日テレ7「朝イチスッキリ！青汁サラダ」（2016年）
- バイク王&カンパニー「バイク王」（2019年）[83]
- サマリー「サマリーポケット」（2019年 - ）
- 日本製粉「ニップン ハート（薄力小麦粉）」（2020年）

### NHK紅白歌合戦出場歴
| 年度/放送回               | 回 | 曲目                                 | 出演順 | 対戦相手 | 備考                                                    |
| ------------------------- | -- | ------------------------------------ | ------ | -------- | ------------------------------------------------------- |
| 2008年（平成20年）/第59回 | 初 | 羞恥心～陽は、また昇る紅白スペシャル | 19/26  | aiko     | クイズ!ヘキサゴンII内のユニット(羞恥心 with Pabo)で出場 |

## 音楽活動

### ソロコンサート・ソロイベント
2009年
- 4月22日『au Exclusive Live リニューアルイベント＠Billboard Live TOKYO』（ビルボードライブ東京）
- 8月31日『つるの剛士“夏の終わりのコンサート”!』（お台場合衆国HAPPYスタジアム）

崎本大海がゲスト出演。
- 9月13日『「つるのおと」リリース記念イベント』（池袋サンシャイン）

1曲だけのミニコンサート。プラネタリウムで行われた。
- 10月4日 - 11月15日『ひとのうただけどつるのうたツアー』
  - 10月4日、新潟県民会館
  - 10月11日、アルファあなぶきホール
  - 10月18日、広島厚生年金会館
  - 10月23日、大阪国際会議場
  - 10月25日、中京大学文化市民会館
  - 11月3日、東京国際フォーラム
  - 11月8日、東京エレクトロンホール宮城
  - 11月15日、福岡市民会館
- 10月29日『クイズ!ヘキサゴンII presents 「つるの剛士感謝祭〜つるの恩返し〜」』（国立代々木競技場 第一体育館）

2010年
- 10月27日 - 12月22日『ツるーリング2010』
  - 10月27日、戸田市文化会館
  - 11月3日、渋谷C.C.Lemonホール
  - 11月6日、北九州ソレイユホール
  - 11月14日、ニトリ文化ホール
  - 11月21日、名古屋センチュリーホール
  - 12月5日、長岡市立劇場
  - 12月10日、郡山市民文化センター
  - 12月18日、米子コンベンションセンター
  - 12月22日、大阪国際会議場

2011年
- 1月8日『ドリームジャンボつるの祭り』（日本武道館）
- 7月15日『ちゅるのたけしリサイタル アコギでポン☆』（Mt.RAINIER HALL SHIBUYA PLEASURE PLEASURE）

2012年
- 4月28日 - 5月5日『ひとのうただけどつるのうたツアー2012』
  - 4月28日、オリックス劇場
  - 4月30日、愛知県芸術劇場大ホール
  - 5月5日、渋谷公会堂
- 11月24日（ZEPP TOKYO）
  - 昼の部『つるの祭り2012 〜ちゅるのといっしょ〜』
  - 夜の部『つるの祭り2012 〜つるの剛士 VS cicadas〜』

2014年
- 1月18日、1月19日『ひとのうただけどつるのうたベストコンサート2014』（品川ステラボール）
- 9月15日 - 9月27日『つるのルーツ ツアー〜20周年の感謝の気持ちを添えて〜』
  - 9月15日、高槻現代劇場大ホール
  - 9月25日、練馬文化センター小ホール
  - 9月27日、藤沢市民会館
- 9月28日『つるの市民の集い』（藤沢市民会館）

2015年
- 5月26日、『つるの40〜人生折返し、できるか!?40曲〜』（赤坂BLITZ）
- 7月20日 - 8月1日『ひとのうただけどつるのうた3ライブ2015』
  - 7月20日、Zepp Diver City
  - 7月26日、なんばHatch
  - 8月1日、品川ステラボール
- 10月12日、『つるの剛士松原市文化会館公演』（松原市文化会館）
- 10月23日、『つるの剛士LIVE&TALK@兵庫県篠山市立たんば田園交響ホール』（篠山市立たんば田園交響ホール）
- 11月7日、『つるの集い〜1発目〜』（SHIBUYA REX）

2016年
- 3月21日、『つるの剛士アコースティックコンサート 〜つるのうた名曲集〜 IN スターピア』（下松市文化会館スターピアくだまつ）

2017年
- 4月30日 - 6月4日『つるの剛士アコースティックコンサートつるのうた名曲集日本全国翔鶴ツアー』
  - 4月30日、生駒市たけまるホール
  - 5月6日、静岡市民文化会館
  - 5月7日、ライフポートとよはし
  - 5月13日、アイザック小杉文化ホール
  - 5月14日、福井市文化会館
  - 6月3日、文化パルク城陽
  - 6月4日、松原市文化会館

### 参加ユニット
- 太陽の衝動
- 8○boyzz
- クイズ!ヘキサゴンII
  - 羞恥心
  - アラジン
  - mai&タケシ
  - フレンズ
  - ツバサ
- サザエオールスターズ
- Cicadas
- つるの剛士&Seacandles

## ディスコグラフィ

### CD
※参加ユニットのCDについては各頁参照

#### シングル
| 枚 | 曲名                                                             | 発売日         | レーベル             | 備考                                                       | 最高位 |
| -- | ---------------------------------------------------------------- | -------------- | -------------------- | ---------------------------------------------------------- | ------ |
| 1  | 夏のわすれもの feat.東京スカパラダイスオーケストラ / Love Letter | 2010年6月9日   | ポニーキャニオン     |                                                            | 11位   |
| 2  | メダリスト                                                       | 2010年9月15日  | ポニーキャニオン     | 『世界柔道大会2010』 テーマソング                          | 11位   |
| 3  | シュガーバイン / Two weeks to death                              | 2010年10月20日 | ポニーキャニオン     | アルバムと同日発売                                         | 23位   |
| 4  | ポケモン言えるかな?BW                                            | 2011年6月22日  | メディアファクトリー | 『ポケットモンスター ベストウイッシュ』 エンディングテーマ | 7位    |
| 5  | チャギントン SPECIALシングル                                     | 2013年3月20日  | ポニーキャニオン     | 『Go! Go! チャギントン』 挿入歌/エンディングテーマ         | 70位   |
| 6  | 君にありがとう                                                   | 2017年4月26日  | ポニーキャニオン     | 『NHKラジオ深夜便』タイアップ 2017年4月~6月の歌            | 117位  |
| 7  | 機界戦隊ゼンカイジャー 主題歌                                    | 2021年4月7日   | 日本コロムビア       | 『機界戦隊ゼンカイジャー』主題歌                           | 10位   |

#### アルバム
| 枚 | タイトル                                 | 発売日         | レーベル         | 備考                          | 最高位 |
| -- | ---------------------------------------- | -------------- | ---------------- | ----------------------------- | ------ |
| 1  | つるのうた                               | 2009年4月22日  | ポニーキャニオン | カバー                        | 1位    |
| 2  | つるのおと                               | 2009年9月16日  | ポニーキャニオン | カバー                        | 2位    |
| 3  | つるばむ                                 | 2010年10月20日 | ポニーキャニオン | オリジナル シングルと同日発売 | 10位   |
| 4  | ちゅるのうた                             | 2011年7月13日  | ポニーキャニオン | ミニ                          | 18位   |
| 5  | つるのうた2                              | 2012年3月14日  | ポニーキャニオン | カバー                        | 14位   |
| 6  | ちゅるのうた2                            | 2012年11月21日 | ポニーキャニオン | ミニ                          | 64位   |
| 7  | つるのうたベスト                         | 2013年11月20日 | ポニーキャニオン | カバーベスト                  | 12位   |
| 8  | ちゅるのうた3                            | 2014年8月20日  | ポニーキャニオン | ミニ                          | 74位   |
| 9  | つるのうた3                              | 2015年5月27日  | ポニーキャニオン | カバー                        | 19位   |
| 10 | つるのうた3.5                            | 2016年3月14日  | ポニーキャニオン | カバーミニ                    | 31位   |
| 11 | 「つるのうた名曲集」プレミアムコンサート | 2017年3月1日   | ポニーキャニオン | ライブ                        | 107位  |
| 12 | つるの剛士 ベスト                        | 2019年4月17日  | ポニーキャニオン | オールタイムベスト            |        |

#### 配信シングル
- はじめてのチュウ〜Kissバージョン〜（2012年7月11日配信）
- 逢いたくていま（2013年7月3日配信）
- あなたに逢いたくて〜Missing You〜（2013年9月4日配信）
- 29Qのうた（2014年4月2日配信）
- チャギントン絵かき歌2（2014年4月2日配信）
- もう少し（2015年3月24日配信）
- セミ♂ロック（2015年8月7日配信）
- ヒカリノキズナ（2019年2月14日配信） - つるの剛士×DAIGO 名義
- 大江戸もののけ音頭（2020年7月18日配信） - つるの剛士 with 平尾菜々花 名義

#### 配信アルバム
- ドリームジャンボつるの祭り@日本武道館（2011年7月13日配信、同ライブ音源）
  - はやぶさ(LIVE ver.)
  - Love Letter(LIVE ver.)
  - シュガーバイン(LIVE ver.)
  - M(カバー)(LIVE ver.)
  - 泣かないで(カバー)(LIVE ver.)

#### その他
- まいにちエブリデイ（2021年2月19日）

#### ゲスト参加アルバム
- RYOEI『ブーゲンビリア』（2010年1月20日、YOSHIMOTO R and C） - 11曲目「夢戦士」でコーラスを担当。
- KOHEI JAPAN『大人チャレンジ』（2010年7月28日、ポニーキャニオン） - 2曲目「闘う男 feat. つるの剛士」に参加。
- 『ウルトラマンサーガオリジナルサウンドトラック』（2012年3月21日、avex trax） - 26曲目「君だけを守りたい〜アスカの歌〜」。
- 歌うま七人衆『歌がうまい王座決定戦コンピレーション 〜歌うま7人衆〜』（2012年5月30日、ポニーキャニオン） - 5、6、15曲目に参加。
- Takamiy『雷神』（2013年7月31日、EMIミュージック・ジャパン） - 6曲目「君だけを守りたい2013」と通常盤のボーナストラックに参加。
- 高見沢俊彦『高見沢俊彦プロデュース ウルトラヒーローソング列伝』（2015年1月28日、ユニバーサルミュージック） - 1、4、7曲に参加。
- 相川七瀬 - カバーアルバム『Treasure Box -Tetsuro Oda Songs-』（2015年10月28日） - 1曲目「世界中の誰よりきっと」に参加[84]。
- ウルトラマンオーブ THE ORIGIN SAGA – Complete Soundtrack (阿吽)（2017年6月21日） - 1曲目に参加

#### 参加楽曲
- 「Love Will Find A Way」（2011年5月31日配信） - Incognito Blueyを中心としたチャリティーソング

### DVD

#### 音楽DVD
| 枚 | タイトル                                                                               | 発売日        | レーベル         | 備考                                                                                             | 最高位 |
| -- | -------------------------------------------------------------------------------------- | ------------- | ---------------- | ------------------------------------------------------------------------------------------------ | ------ |
| 1  | つるのいろ                                                                             | 2010年2月24日 | ポニーキャニオン | 2009年に行われた『ひとのうただけどつるのうたツアー』と『つるの剛士感謝祭〜つるの恩返し〜』を収録 | 16位   |
| 2  | つるのえいと                                                                           | 2011年5月18日 | ポニーキャニオン | 2011年1月8日に日本武道館で行われた『ドリームジャンボつるの祭り』を収録                           | 20位   |
| 3  | つるの渋公 〜ひとのうただけどつるのうたツアー2012 Final 大人なのに子供の日スペシャル〜 | 2012年8月29日 | ポニーキャニオン | 2012年5月5日に渋谷公会堂で行われた『ひとのうただけどつるのうたツアー2012』を収録                 | 43位   |

#### その他DVD
- 世界ウルルン滞在記Vol.9 つるの剛士（2009年11月20日、東宝）同番組で放送された「ボルネオ島のイバン族に…つるの剛士が出会った」を収録。

## 書籍
- つるっつるの脳みそ 幸福な遺伝子（2008年8月9日、ランダムハウス講談社） - エッセイ
  - 2012年8月23日に文庫化。
- つるの剛士の読み聞かせ絵本 ぴっぴっぴー（2008年11月13日、主婦の友社） - 育児雑誌『Baby-mo』で付録として書いた絵本を書籍化
- つるのひと声〜わくわくライフ☆ポジティブ大作戦〜（2009年3月6日、ランダムハウス講談社） - エッセイ
- らくらく子づれリゾ婚（2009年10月5日、ランダムハウス講談社） - 体験記
- 9歳の恋の教科書（2009年12月15日、ワニブックス） - イラスト・訳文監修を担当
- つるのバランス（2012年4月28日、ソニー・マガジンズ） - フォトエッセイ
- つるの剛士のアウトドアの達人（2013年3月8日、ぴあ）
- つるの将棋七番勝負（2013年10月5日、幻冬舎）
- バカだけど日本のこと考えてみました（2018年6月9日、KKベストセラーズ）

### 書籍連載
- つるの剛士のBOOKIN'ROLL（角川書店『Newtype THE LIVE 特撮ニュータイプ』、2003年 - ）
- つるの剛士の喜・怒・哀・楽 道場!（NHK出版『すくすく子育てテキスト』、2007年4月 - 2008年3月）
- つるパパの井戸端会議室（集英社『YOU』、2009年3月 - 2010年11月）
- 突撃! つるの剛士の幼稚園訪問隊（講談社『たのしい幼稚園』、2010年4月 - ）
- “毎日イクメン”で行こう!（集英社『LEE』、2011年 - ）
- つるの剛士の地球はどこでも遊園地（小学館『BE-PAL』、2012年 - ）

### 関連書籍
- 能條純一『奇跡の少年』 第1巻（2004年3月、講談社） - 作中にキャラクターとしてカメオ出演
- VOW20（2008年9月、宝島社） - ゲストコメント掲載